# مارگریت د لا موت
مارگریت د لا موت (انگلیسی: Marguerite De La Motte؛ ‏ ۲۲ ژوئن ۱۹۰۲ – ۱۰ مارس ۱۹۵۰) بازیگر اهل آمریکا بود.
از فیلم‌ها یا برنامه‌های تلویزیونی که وی در آن نقش داشته‌است می‌توان به نقاب آهنین اشاره کرد.